# Weldon (Califòrnia)
Weldon és una concentració de població designada pel cens dels Estats Units a l'estat de Califòrnia. Segons el cens del 2000 tenia 2.387 habitants.

## Demografia
Segons el cens del 2000, Weldon tenia 2.387 habitants, 1.087 habitatges, i 703 famílies. La densitat de població era de 34,6 habitants/km².
Dels 1.087 habitatges en un 19,2% hi vivien nens de menys de 18 anys, en un 51,2% hi vivien parelles casades, en un 9,8% dones solteres, i en un 35,3% no eren unitats familiars. En el 30,6% dels habitatges hi vivien persones soles el 18,6% de les quals corresponia a persones de 65 anys o més que vivien soles. El nombre mitjà de persones vivint en cada habitatge era de 2,2 i el nombre mitjà de persones que vivien en cada família era de 2,73.
Per edats la població es repartia de la següent manera: un 20,3% tenia menys de 18 anys, un 2,8% entre 18 i 24, un 17,6% entre 25 i 44, un 28,3% de 45 a 60 i un 31% 65 anys o més.
L'edat mediana era de 52 anys. Per cada 100 dones de 18 o més anys hi havia 93,4 homes.
La renda mediana per habitatge era de 22.857 $ i la renda mediana per família de 26.500 $. Els homes tenien una renda mediana de 35.573 $ mentre que les dones 20.208 $. La renda per capita de la població era de 15.243 $. Entorn del 14,9% de les famílies i el 18,7% de la població estaven per davall del llindar de pobresa.

## Poblacions més properes
El següent diagrama mostra les poblacions més properes.